# Arqueologia em Portugal

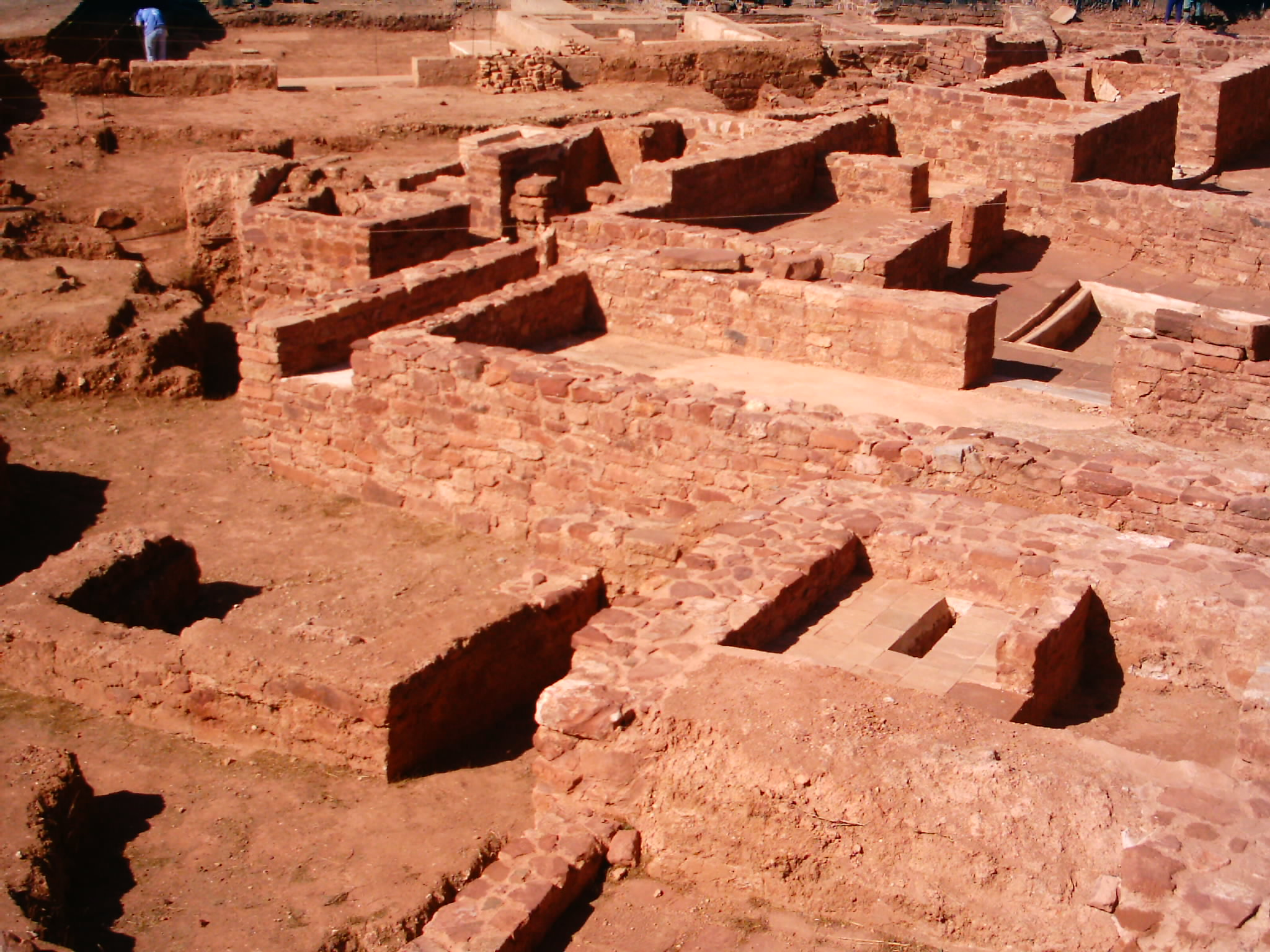
Escavação arqueológica no Castelo de Silves

A arqueologia em Portugal tem sido praticada desde o século XVIII, sendo então essencialmente um hobby de militares ou pessoas com algumas posses e conhecimentos históricos. 
Destas coleções surgiram alguns gabinetes de curiosidades e pinacotecas, como aqueles estabelecidos por Anselmo Braamcamp Freire e o Padre Joseph Mayne. Com o passar do tempo foram, também, estabelecidos pequenos museus (ou municipais ou eclesiásticos) mas tipicamente privados e fechados à vasta maioria do público, como aqueles estabelecidos por Martins Sarmento, em Guimarães, e Albano Belino, em Braga. Estes museus são, por vezes, diretamente precursores aos atuais museus de Arqueologia do país.
Em meios académicos, a 5 de março de 1873, por deliberação de uma sessão do Instituto de Coimbra, foi criada uma secção de Arqueologia com vários achados e artefactos. No entanto, só a partir dos anos 80, a Arqueologia gradualmente se tornou profissionalizante e passou a ser tutelada pelo Estado português com direitos e deveres jurídicos próprios dos cidadãos para com ela. Também, nesta década, foram criadas por decreto-lei, a variação de Arqueologia e História da Arte nas licenciaturas de História.
A questão das gravuras do Vale do Coa, em 1996, veio abrir as portas a uma maior difusão da profissão de arqueólogo e deu um impulso importante ao reconhecimento da arqueologia em Portugal, com a criação do IPA e da APA e com a aprovação de legislação específica para a área, sendo criados novos cursos universitários de arqueologia, uma vez que antigamente eram cursos não autónomos, dependentes dos cursos de História. 
Correntemente só existem cinco licenciaturas especializadas em Arqueologia no país: o da Universidade de Lisboa, estabelecido em 1979; o da Universidade de Coimbra, em 1980; o da Universidade do Minho, estabelecido em 1998; o da Universidade do Porto, estabelecido em 1999; e o da Universidade Nova de Lisboa, acreditado em 2016.
Alguns arqueólogos, como Martins Sarmento e Albano Belino, no século XIX, ou Cláudio Torres, na atualidade, são figuras reconhecidas no meio cultural português.

## Legislação

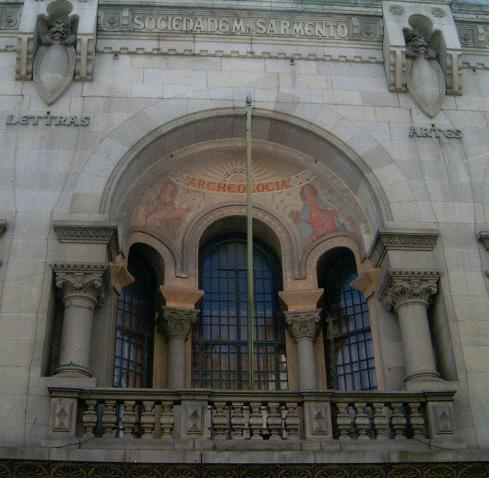
Referência à arqueologia, na fachada da Sociedade Martins Sarmento, em Guimarães

Em Portugal, após a adesão ao Processo de Bolonha, para se ser arqueólogo profissional é necessário tirar uma licenciatura em Arqueologia -- ou em História variante Arqueologia -- mais o mestrado também em Arqueologia. É ainda necessário co-coordenar pelo menos uma intervenção arqueológica -- em colaboração com um arqueólogo coordenador -- para poder dirigir uma intervenção arqueológica. Quem tutela e autoriza as intervenções arqueológicas perante pedido de autorização do arqueólogo é a Direção-Geral do Património Cultural (DGPC). O arqueólogo (tal como o cidadão comum) pode pedir à DGPC para embargar uma obra, no caso desta violar as leis do património cultural móvel e imóvel. Artigo 77.º 4: A realização de trabalhos arqueológicos será obrigatoriamente dirigida por arqueólogos e carece de autorização a conceder pelo organismo competente da administração do património cultural.
Nos termos da Lei n.º 13/85, de 6 de julho, os bens arqueológicos móveis constituem património nacional. Aos crimes praticados contra bens culturais aplicam-se as disposições previstas no código penal, com as especialidades constantes na presente lei (Lei 107/2001, Artigo 100.º). No Artigo 103.º - Crime de destruição de vestígios da mesma lei, quem, por inobservância de disposições legais ou regulamentares ou providências limitativas decretadas em conformidade com a presente lei, destruir vestígios, bens ou outros indícios arqueológicos é punido com pena de prisão até 3 anos ou com pena de multa até 360 dias.